# Dick Gibbs
Dick Gibbs (Ames, Iowa, 20 de diciembre de 1948) es un exjugador de baloncesto estadounidense que disputó cinco temporadas en cinco equipos diferentes de la NBA. Con 1,96 metros de estatura, jugaba en la posición de escolta.

## Trayectoria deportiva

### Universidad
Tras pasar dos años en el Community College de Burlington, jugó dos temporadas con los Miners de la Universidad de Texas en El Paso, en las que promedió 13,9 puntos y 9,5 rebotes por partido. En 1971 fue incluido en el mejor quinteto de la Mejor quinteto de la Western Athletic Conference.

### Profesional
Fue elegido en la cuadragésimo novena posición del Draft de la NBA de 1971 por Chicago Bulls, y también por los New York Nets en la cuarta ronda del Draft de la ABA, siendo finalmente traspasado por los Bulls a los Houston Rockets a cambio de una futura segunda ronda. Allí jugó una temporada, siendo uno de los jugadores menos utilizados, promediando 3,7 puntos y 2,2 rebotes por partido.
Nada más comenzar la temporada 1972-73 fue traspasado a los Kansas City-Omaha Kings junto con Jim Fox a cambio de Don Kojis y Pete Cross. Pero tampoco tuvo suerte en su nuevo equipo, viéndose condenado al banquillo. En 1973 recala en los Seattle SuperSonics, donde por fin consigue más minutos de juego, que se reflejan en sus estadísticas, jugando su mejor temporada con unos promedios de 10,8 puntos y 3,1 rebotes por partido.
Pero al año siguiente es traspasado a los Washington Bullets a cambio de Archie Clark, y vuelve a sufrir los estragos del banquillo. Juega poco más de 7 minutos por partido, pero al menos llega a disputar por primera vez unas Finales de la NBA, en las que cayeron ante Golden State Warriors por un contundente 4-0.
Al año siguiente es nuevamente traspasado, a cambio de una futura primera ronda del draft a los Buffalo Braves, donde jugaría su última temporada como profesional, promediando 4,7 puntos y 1,5 rebotes por partido. En 1976 sería traspasado junto con Ken Charles a Atlanta Hawks a cambio de Tom Van Arsdale, pero tras ser despedido, se retiraría definitivamente.

## Estadísticas de su carrera en la NBA

### Temporada regular
| Temporada | Edad | Equipo                  | Liga | P   | TIT | MIN  | TC  | TCA | %TC  | 3P | 3PA | %3P | TL  | TLA | %TL  | R.OF. | R.DEF. | REB | ASIS | ROB | TAP | PER | FP  | PTS  |
| 1971-72   | 23   | Houston Rockets         | NBA  | 64  |     | 11.8 | 1.4 | 4.1 | .340 |    |     |     | 0.9 | 1.0 | .833 |       |        | 2.2 | 0.8  |     |     |     | 2.0 | 3.7  |
| 1972-73   | 24   | TOTAL                   | NBA  | 67  |     | 11.0 | 1.2 | 3.3 | .360 |    |     |     | 0.7 | 0.9 | .746 |       |        | 1.4 | 0.9  |     |     |     | 1.7 | 3.1  |
| 1972-73   | 24   | Houston Rockets         | NBA  | 1   |     | 2.0  | 0.0 | 1.0 | .000 |    |     |     | 0.0 | 0.0 |      |       |        | 0.0 | 1.0  |     |     |     | 1.0 | 0.0  |
| 1972-73   | 24   | Kansas City-Omaha Kings | NBA  | 66  |     | 11.1 | 1.2 | 3.3 | .362 |    |     |     | 0.7 | 1.0 | .746 |       |        | 1.4 | 0.9  |     |     |     | 1.7 | 3.1  |
| 1973-74   | 25   | Seattle SuperSonics     | NBA  | 71  |     | 21.5 | 4.3 | 9.9 | .431 |    |     |     | 2.3 | 2.8 | .806 | 1.3   | 1.9    | 3.1 | 1.1  | 0.5 | 0.3 |     | 2.7 | 10.8 |
| 1974-75   | 26   | Washington Bullets      | NBA  | 59  |     | 7.2  | 1.3 | 3.2 | .389 |    |     |     | 0.8 | 1.1 | .750 | 0.4   | 0.6    | 1.0 | 0.3  | 0.2 | 0.1 |     | 1.0 | 3.3  |
| 1975-76   | 27   | Buffalo Braves          | NBA  | 72  |     | 12.0 | 1.8 | 4.2 | .429 |    |     |     | 1.1 | 1.3 | .828 | 0.6   | 0.9    | 1.5 | 0.7  | 0.2 | 0.2 |     | 1.8 | 4.7  |
| Total     |      |                         | NBA  | 333 |     | 12.9 | 2.0 | 5.0 | .402 |    |     |     | 1.2 | 1.5 | .799 | 0.8   | 1.1    | 1.9 | 0.8  | 0.3 | 0.2 |     | 1.9 | 5.2  |

### Playoffs
| Temporada | Edad | Equipo             | Liga | P  | MIN | TCA | TC | 3PA | 3P | TLA | TL | R.OF. | REB | ASIS | ROB | TAP | PER | FP | PTS | %TC  | %3P | %FT   | MIN | PTS | REB | AST |
| 1974-75   | 26   | Washington Bullets | NBA  | 6  | 17  | 3   | 10 |     |    | 2   | 2  | 0     | 1   | 2    | 3   | 0   |     | 2  | 8   | .300 |     | 1.000 | 2.8 | 1.3 | 0.2 | 0.3 |
| 1975-76   | 27   | Buffalo Braves     | NBA  | 5  | 23  | 4   | 9  |     |    | 2   | 2  | 0     | 1   | 2    | 0   | 0   |     | 8  | 10  | .444 |     | 1.000 | 4.6 | 2.0 | 0.2 | 0.4 |
| Total     |      |                    | NBA  | 11 | 40  | 7   | 19 |     |    | 4   | 4  | 0     | 2   | 4    | 3   | 0   |     | 10 | 18  | .368 |     | 1.000 | 3.6 | 1.6 | 0.2 | 0.4 |